# ممرضة مساعدة قابلة

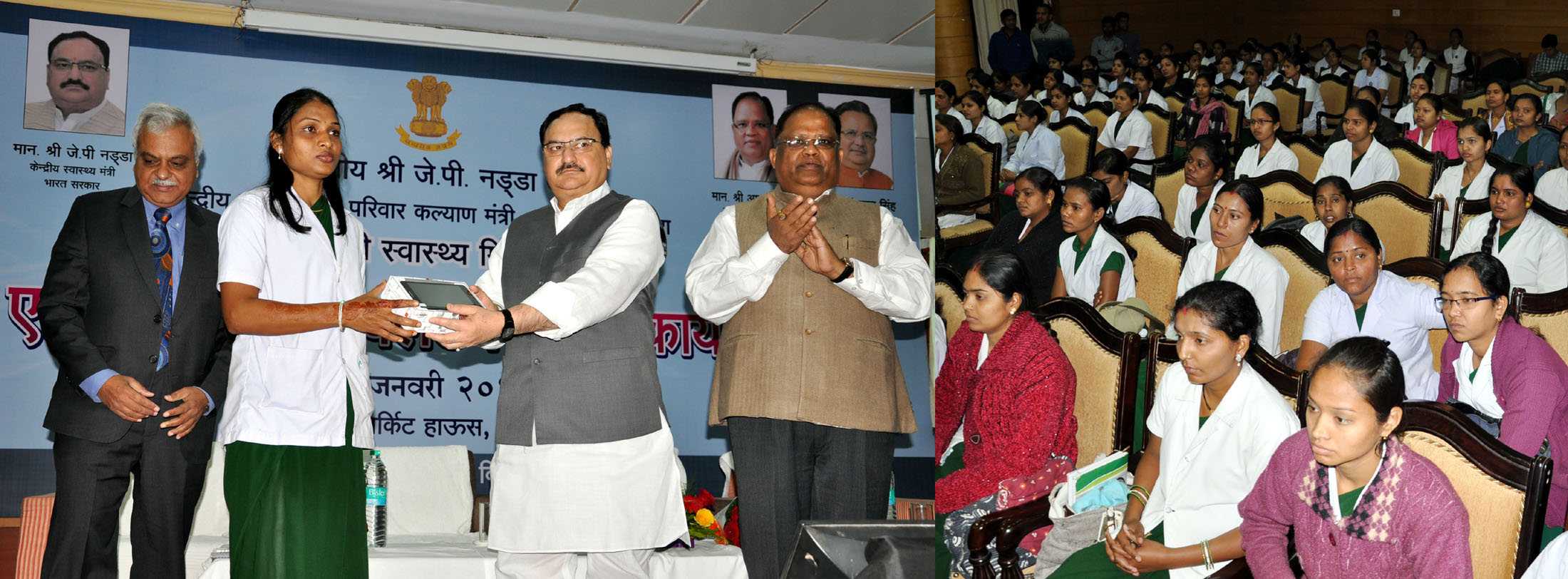
وزير الصحة ورعاية الأسرةالسيد شري جاجات براكاش ندا

ممرضة مساعدة قابلة معرفة باسم [ANM] هي عاملة صحية على مستوى القرية في الهند تعرف بأنها أول شخص جمع بين المجتمع والخدمات الصحيه، وهي تعتبر بمثابة العاملين على مستوى القاعدة الشعبية في هرم التنظيم الصحي تعتبر خدماتهم مهمه لتوفير رعايه آمنه وفعاله للمجتمعات القرويه، قد يسهم دور المجتمعات المحلية في تحقيق اهداف البرامج الصحيه الوطنية

## خلفيه
حددت لجنة [Mukhwrjee] في عام 1966 نظاماً للأهداف والحوافز وحددت ال [ANMs] والعاملين الاخرين على مستوى القرية كوكلاء لترويج البرامج الصحيه في الخمسينيات والستينيات من القرن العشرين ركز تديب [ANMs] بشكل رئيسي على القبالة وصحة الام والطفل في عام 1973 جمعت لجنة كاتار سينغ التابعة لحكومة الهند بين وظائف الخدمات الصحية وغيرت دور [ANMs] اوصت اللجنة بضرورة وجود [ANM] واحد لكل 10000ـ12000 شخص في عام 1975 اوصت لجنة سريفاستافا بتوسيع دور [ANM] تضمن التوسع الموصى به دورهم كعامل صحب متعدد الاغراض إلى جانب رعاية الامومه، اوصت اللجنة بأن يشمل عملهم أيضا صحة الطفل من حيث التحصين والرعاية الاوليه للقرويين وافق مجلس التمريض الهندي على توصيات اللجنة وإدراجها في المنهج الدراسي في عام 1977 , كما قلل من فترة تدريب [ANM] من 24 شهر إلى 18 شهر. في عام 1986 منحت سياسة التعليم الوطنية برنامج [ANM] مكانة التعليم المهني بعد هذا القرار استعرض مجلس التمريض الهندي سياسته مرة أخرى وأوصى وزارة الصحة ورعاية الاسرة بجعل دورة [ANM] على مستوى +2 (بعد الصف العاشر / المستوى الثاني العالي) ومع ذلك فإن عدداً قليلاً من ولايات الهند جعلت دورة [ANM] دورة مهنية في المستوى الثانوي العالي من التعليم وفقا لأحدث المبادئ والتوجيهات من قبل مجلس التمريض الهندي يجب ان يكون الحد الأدنى لسن القبول في دورة [ANM] هو 17 سنه والحد الاأقصى للعمر هو 35 سنه في عام 2005 تم إطلاق البعثة الوطنية للصحة الريفية، والتي ركزت على تحسين الرعاية الصحية الأوليه في القرى وزادت من أهمية [ANM] كحلقة وصل بين الخدمات الصحية والمجتمع

## قواعد منظمة[ANM]
تعمل المنظمة في المراكز الصحية الفرعية، المركز الفرعي هو مؤسسه صغيرة على مستوى القرية تقدم الرعاية الصحية الأوليه للمجتمع ويعمل المركز الفرعي تحت مركز الصحة الاوليه ويوجد في كل مركز للرعاية الصحية الاوليه حوالي ستة مراكز فرعيه. قبل إطلاق البعثة الوطنية للصحة الريفية في عام 2005 , كان هناك متوفر [ANM] واحد في كل مركز فرعي في وقت لاحق وجد ان [ANM] الواحد لم يعد كافياً لتلبية متطلبات الرعاية الصحية للقرية في 2005 قدمت البعثة الوطنية للصحة الريفية اثنين من [ANMs] (واحد ثابت والثاني تقاعدي) لكل مركز فرعي وفقاً لنشرة احصاءات الصحة الريفيه لعام 2010 كان هنالك 127,065 مركزاً فرعياً يعمل في الهند واللتي لاقت زيادتها إلى 152,326 في شهر مارس من 2014 , وفقاً للمعايير الخيرة يجب ان يكون هناك مركز فرعي واحد لعدد سكان يبلغ 5000 اثناء وجوده في القبائل وعدد سكان منطقة التلال المخصصه لكل مركز فرعي هو 3000 تحت البعثة الوطنية للصحة الريفية يحصل كل مركز فرعي على صندوق غير مقيد بقيمة 10,000 روبية للنفقات. لدى [ANM] حساب مصرفي مشترك مع رئيس القرية للحصول على هذه الاموال تستخدم [ANM] الصندوق غير المقيد لشراء العناصر اللازمة للمركز الفرعي مثل معدات ضغط الدم، آلة الوزن والموازين ومعدات التنظيف. تم زيادة معدل الولادات على مستوى المركز الفرعي من منح الاموال غير المقيدة عبر البعثة الوطنية للصحة الريفيه. من المتوقع ان تكون منطمة [ANM] عاملين صحيين متعددي الاغراض يشمل العمل المرتبط بحركتهم صحة الام والطفل إلى جانب خدمات تنظيم الاسرة، التثقيف الصحي والتغذوي، الحفاظ على الصرف الصحي البيئي، التحصين من أجل مكافحة الأمراض المعديه، علاج الاصابات الطفيفة والاسعافات الاولية في حالات الطوارئ والكوارث. اما في المناطق الثانية مثل المناطق الجبلية والقبلية التي يرجح ان تكون فيها مرافق النقل ضعيفه يطلب من [ANM] إجراء الولادات المنزليه للنساء

## العلاقة مع ناشط الصحة الاجتماعية المعتمد
ناشط الصحة الاجتماعية المعتمد هو عامل صحة مجمتع اعتماداً على المنطقة التي يغطيها المركز الفرعي يتم دعم كل [ANM] من قبل ارع أو خمسة نشطاء الصحة العالمية من الفترض ان تعقد [ANM] اجتماعاً اسبوعياً وكل اسبوعين مع نشطاء الصحة العالمية لمراجعة العمل المنجز في الاسبوع أو الاسبوعين الماضيين يوجه [ANM] نشطاء الصحة العالمية على جوانب الرعاية الصحية.

## روابط خارجية
- ممرضة مساعدة قابلة / عمل اناث الصحة في الهند

1. ↑  Tnai Journal
2. ↑  http://www.who.int/bulletin/volumes/86/4/07-048454/en/ نسخة محفوظة 2017-11-17 على موقع واي باك مشين.
3. ↑  An Auxiliary Nurse-Midwife in India Sets an Example for Family Planning | Jhpiego
4. ↑  Rural Health Education - S.L. Goel - Google Books نسخة محفوظة 22 مايو 2020 على موقع واي باك مشين.
5. ↑  http://www.indiannursingcouncil.org/nursing-programs.asp?show=elig-crit نسخة محفوظة 2019-10-22 على موقع واي باك مشين.
6. ↑  https://nrhm-mis.nic.in/RURAL%20HEALTH%20STATISTICS/(A)%20RHS%20-%202014/Rural%20Health%20Care%20System%20in%20India.pdf نسخة محفوظة 2021-02-26 على موقع واي باك مشين.
7. ↑  https://web.archive.org/web/20160304080722/http://www.iitk.ac.in/3inetwork/html/reports/IIR2007/11-Health.pdf نسخة محفوظة 2021-12-30 على موقع واي باك مشين.